# Bosen (Adelsgeschlecht)

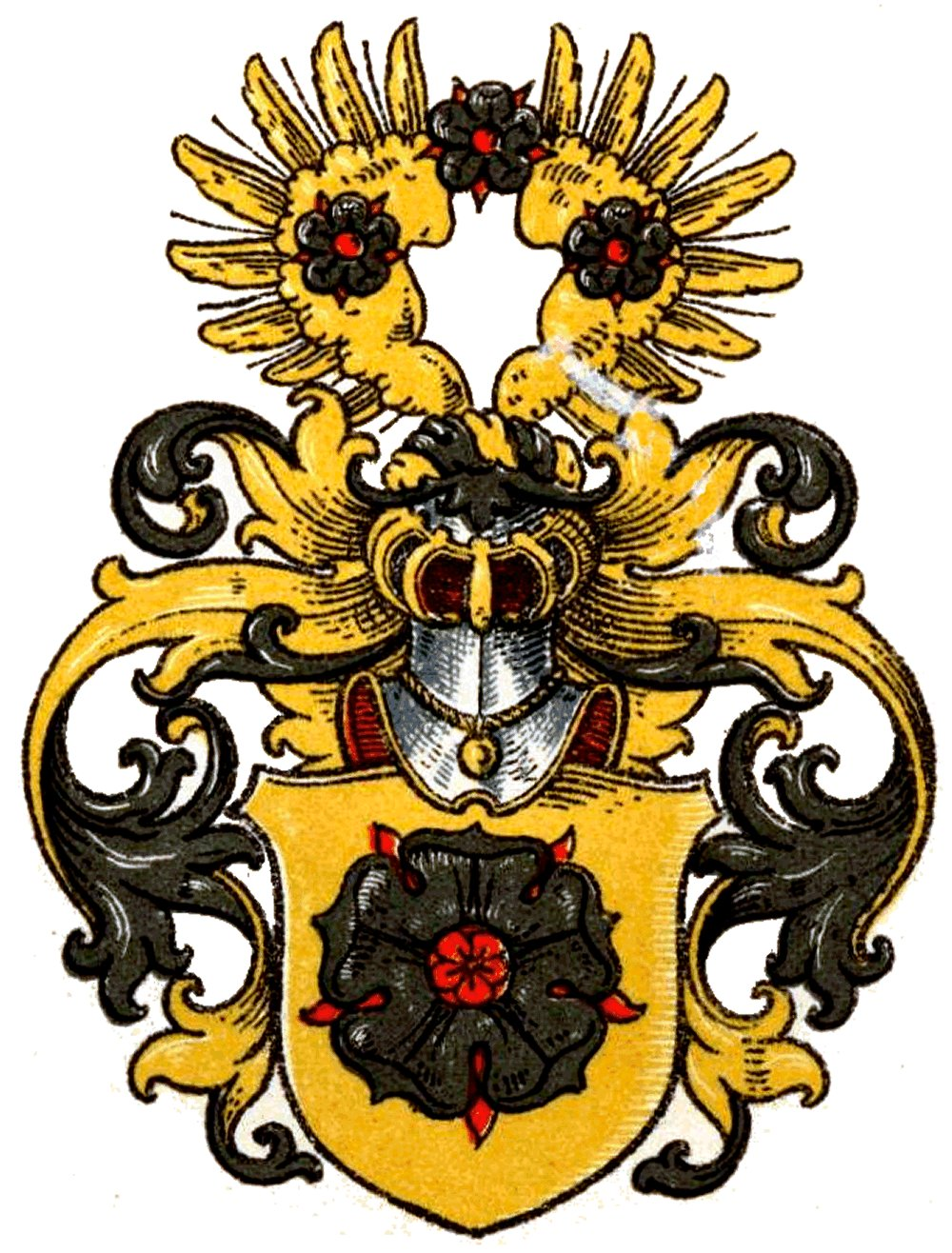
Wappen derer von Bosen (Bose)

Bosen (auch Bose) ist der Name eines Ministerialgeschlechts, das erstmals im 13. Jahrhundert in Herford urkundlich erwähnt wird. Ab dem 14. Jahrhundert besaß die Familie Güter im Lippischen Raum. Sie besaßen im 13. Jahrhundert den Burgmannenhof in Horn und zogen 1556 in ein neugebautes Haus in Pömbsen. Die Bosen waren Lehnsmänner der Edlen zur Lippe.
Das Geschlecht ist nicht zu verwechseln mit den sächsischen von Bose.

## Geschichte
Die Familie Bosen wird im 13. Jahrhundert als Ministerialen der Herforder Äbtissin in Lemgo erwähnt. 1342 verpfändete Simon I. zur Lippe einige Besitzungen an Siverd II. Bosen. Seine Söhne Siverd III. und Konrad I. traten 1340 in die Detmolder Burgmannschaft ein. Ab dem 8. Oktober 1344 diente Konrad I. Bosen Bernhard V. zur Lippe als Burgmann in Horn. Konrad I. schien ein enger Vertrauter von Bernhard V. gewesen zu sein. Bernhard V. baute Horn zu seiner Residenz aus. Konrad II. übernahm 1378 das Lehen von seinem Onkel und diente der verwitweten Edlen Frau Richarde zur Lippe. Die Familie besaß zu dieser Zeit den Burgmannenhof in Horn, welcher einer der bedeutendste Adelshöfe in Lippe war. Der Hof war der einzige städtische Adelssitz in Horn zu dieser Zeit, da Horn für den Adel dieser Zeit eher uninteressant war. Die Familie besaß weitere Besitzungen im Raum Lippe, die sowohl lippische Lehen als auch Allodialbesitz war. Zwei Stiftungen im 14. Jahrhundert durch Konrad I. und Konrad II. zeugten vom Wohlstand der Familie. 1556 verkaufte Simon Bosen den Burgmannenhof an Hermann von Mengers und zog in sein neuerbautes Haus in Pömbsen.
Die Familie Bosen besaß um 1525 und später um 1620 den Vollspännerhof Kuhlmeier in Horn. Außerdem residierte Konrad II. bis zu seinem Tod in Lemgo und vermachte sein Haus seinem Schwager Heinrich von Driburg. Um 1601 bis mindestens 1624 ist Georg Bosen Stiftshauptmann in Paderborn. Er schlug 1601 vor Lippspringe die Holländer. Die Familie von Bosen stellte im Dreißigjährigen Krieg einen Oberst und einen Rittmeister. Ende des 17. Jahrhunderts und Anfang des 18. Jahrhunderts stellte die Familie den Vogt zu Sandebeck und zu Driburg.

## Wappen
Das Wappen zeigt in Gold eine fünfblättrige schwarze Rose mit rotem (oder goldenem) Butzen. Auf dem Helm ein offener goldener (oder schwarzen) Flug, je mit einer schwarzen (oder roten) Rose belegt, eine dritte Rose dazwischen.

## Wichtige Personen

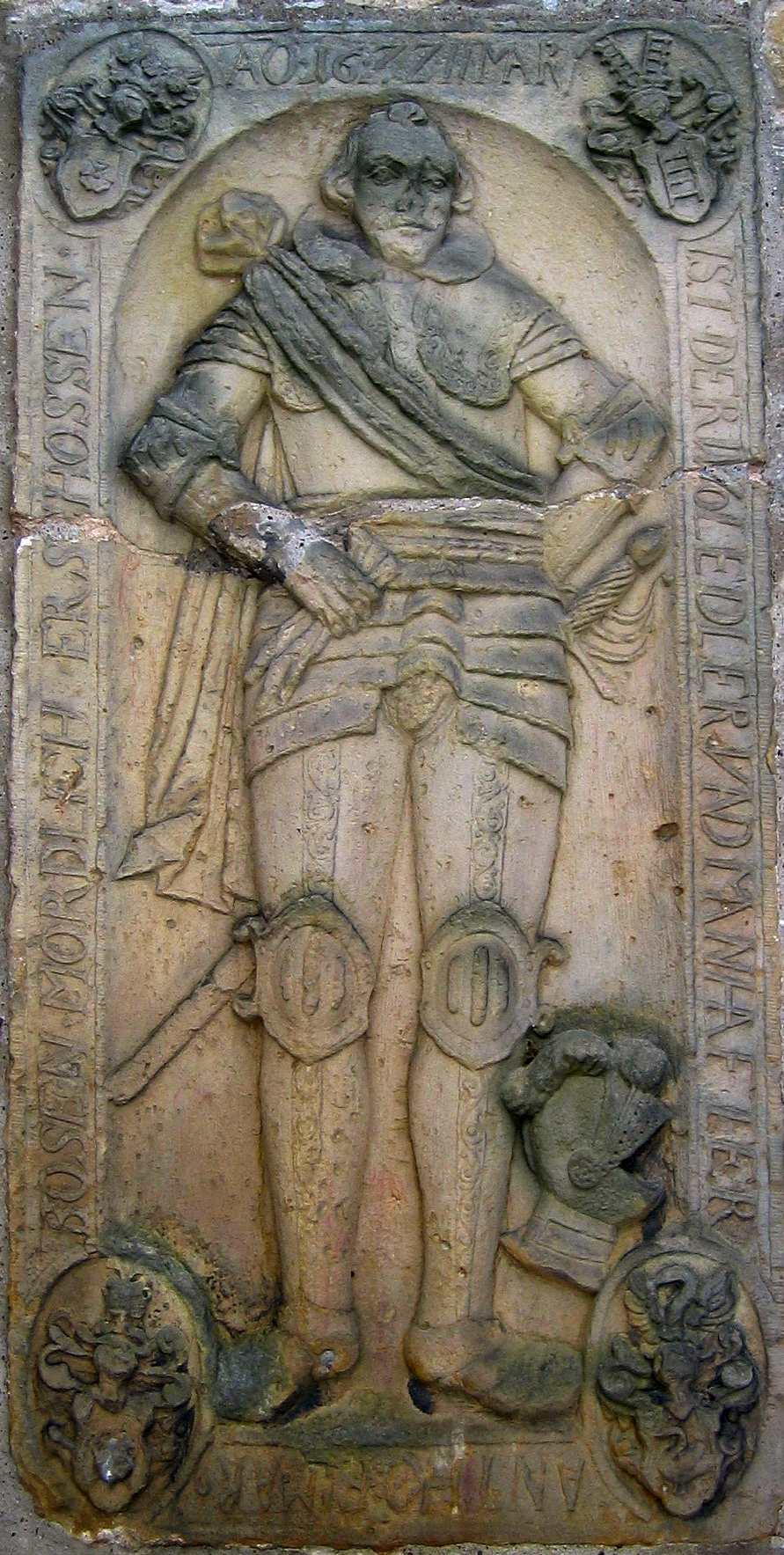
Grabplatte des Anthon Elmar von Bosen

- Konrad I. Bosen zu Horn (* unbekannt; † vor 1388), Knappe, Burgmann zu Horn.
- Konrad II. Bosen zu Lemgo (* unbekannt; † 1388 Lemgo), Knappe, Burgmann zu Horn.
- Temme I. Bosen zu Horn (* unbekannt; † vor 1487), Burgmann auf der Falkenburg bei Heiligenkirchen.
- Simon I. Bosen zu Horn (* unbekannt; † vor 1676) ab 1556 zu Pömbsen verheiratet mit Eva von Grappendorf.
- Anton Elmerhaus Bosen zu Pömbsen (* unbekannt; † 1622), er wurde „mordlich erschossen“. Sein Grabstein befindet sich an der Außenwand der Kirche zu Pömbsen.
- Everhard Wilhelm von Bosen (* unbekannt; † 1710), Vogt zu Sandebeck.
- Bernhard Wilhelm von Bosen (* um 1690; † 21. April 1743 in Driburg), Vogt zu Driburg.
- Franz Wilhelm Bosen (* 27. Oktober 1731 in Driburg; † 4. Januar 1800 in Bensberg), Sohn von Bernhard Wilhelm von Bosen, Chirurg.
- Johann Wilhelm Bosen (* 20. Juli 1836 in Holweide, Köln; † 29. Februar 1880 in Köln), Urenkel von Franz Wilhelm Bosen, eröffnete 1875 den Laden Eisenwaren Bosen in Köln-Sülz.